# Кошівка
Ко́шівка —  село в Україні, у  Новобілоуській сільській громаді Чернігівського району Чернігівської області. Населення становить 204 осіб. До 2018 орган місцевого самоврядування — Новобілоуська сільська рада.
Назва походить від слова «кіш» («кош») — великого кошика для зберігання борошна або зерна.

## Клімат
Клімат у селі Кошівка помірно континентальний. Середньорічна температура повітря становить 6,7 °C, найнижча вона у січні (мінус 7,1 °C), найвища — в липні (18,7 °C).
У середньому за рік у селі випадає 599 мм атмосферних опадів, найменше — у березні та жовтні, найбільше — у червні та липні.
Відносна вологість повітря в середньому за рік становить 79%, найменша вона у травні (69%), найбільша — у грудні (89%).
Найменша хмарність спостерігається в серпні, найбільша — у грудні.
Найбільша швидкість вітру — взимку, найменша — влітку. У січні вона в середньому становить 4,3 м/с, у липні — 3,2 м/с.

## Історія
Поблизу села Кошівка виявлені поселення епохи неоліту, бронзи та раннього заліза (II—І тис. до н.е.), ряд поселень і курганів ранньослов'янських (III—V ст.) та часів Київської Русі (Х-ХШ ст.).
Поселення виникло на землях, належних Чернігівському П'ятницькому жіночому монастирю. Вперше згадується в універсалі гетьмана Івана Виговського 19 листопада 1657 року, яким підтверджувалось надання колишнім чернігівським полковником Іваном Аврамовичем на «футоровъ три то ест Мохнотин, Яновку и Кашолку на монастир Святое Парасковеи Чернѣговский».
Село згадується і в універсалі гетьмана Юрія Хмельницького на право володіння селом, виданому чернігівському П'ятницькому монастирю у 1660 році.
У середині XVIII ст. в селі були володіння нащадків полкового судді Василя Івановича Томари. В 1749 році декретом Генеральної військової канцелярії його удова Пелагея, уроджена Болдаківська, передала свої володіння чоловіку своєї онуки, чернігівському полковому хорунжому Комаровському Василю Івановичу, брату чернігівського архімандрита Іраклія Комаровського. На греблі через річку Білоус був млин монастиря на 5 кіл і 3 комори.
12 червня 2020 року, відповідно до розпорядження Кабінету Міністрів України № 730-р «Про визначення адміністративних центрів та затвердження територій територіальних громад Чернігівської області», увійшло до складу Новобілоуської сільської громади.
19 липня 2020 року, в результаті адміністративно - територіальної реформи та ліквідації колишнього Чернігівського району, село увійшло до складу новоутвореного Чернігівського району Чернігівської області.

## Населення
У середині XVIII ст. в селі налічувалося 5 козацьких дворів, 9 селянських, були володіння чернігівського П'ятницького монастиря. У 1781 році в селі було: козаків виборних 1-2, підпомічників 4-5, посполитих П'ятницького монастиря 12-15, посполитих нащадків судді Томари 4-5, 1 бездвірна хата.
Станом на 2001 рік, населення села налічувало 204 особи.

### Мова
Розподіл населення за рідною мовою за даними перепису 2001 року:
| Мова       | Кількість | Відсоток |
| ---------- | --------- | -------- |
| українська | 199       | 97.55%   |
| російська  | 5         | 2.45%    |
| Усього     | 204       | 100%     |

## Галерея

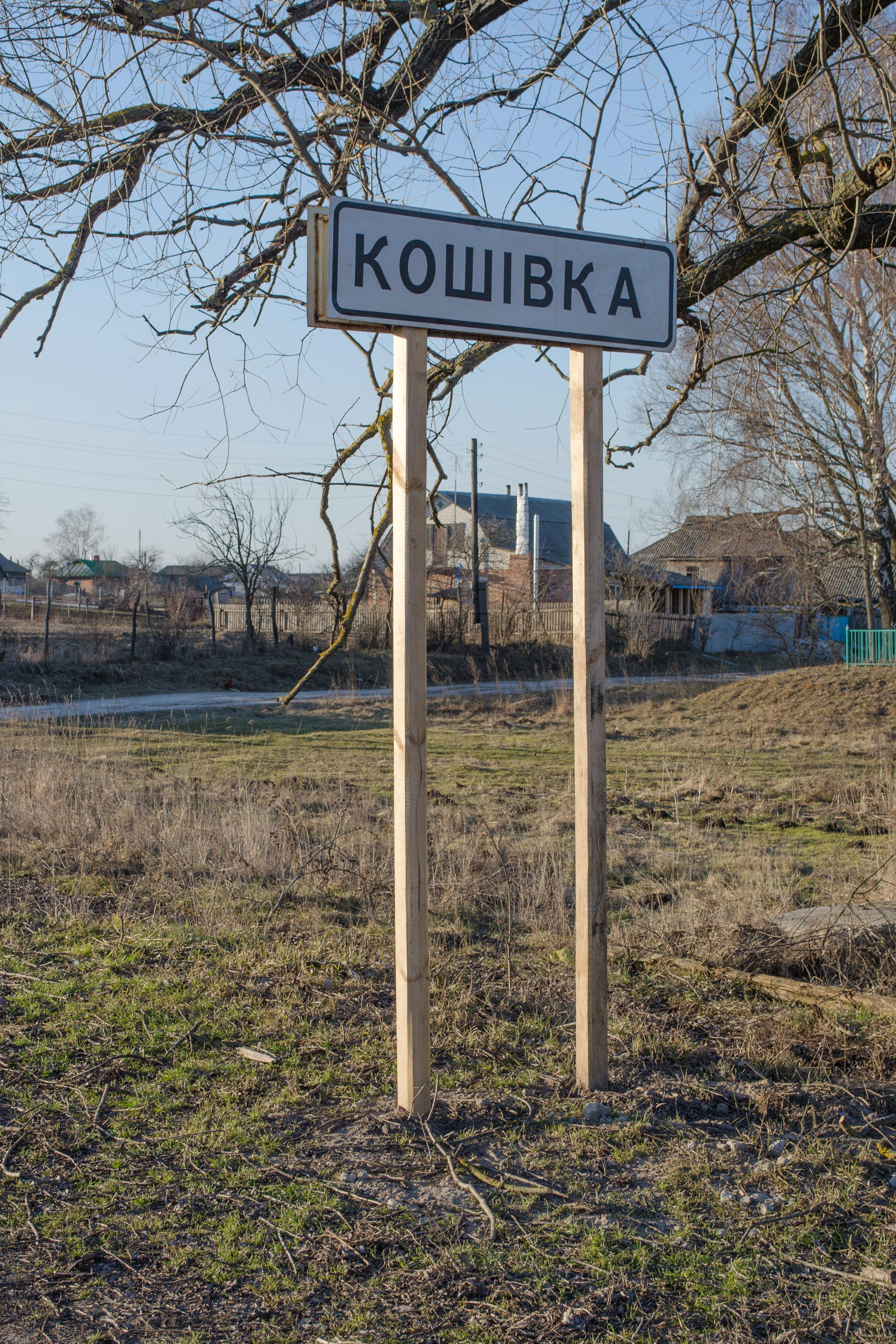
В'їзд у село
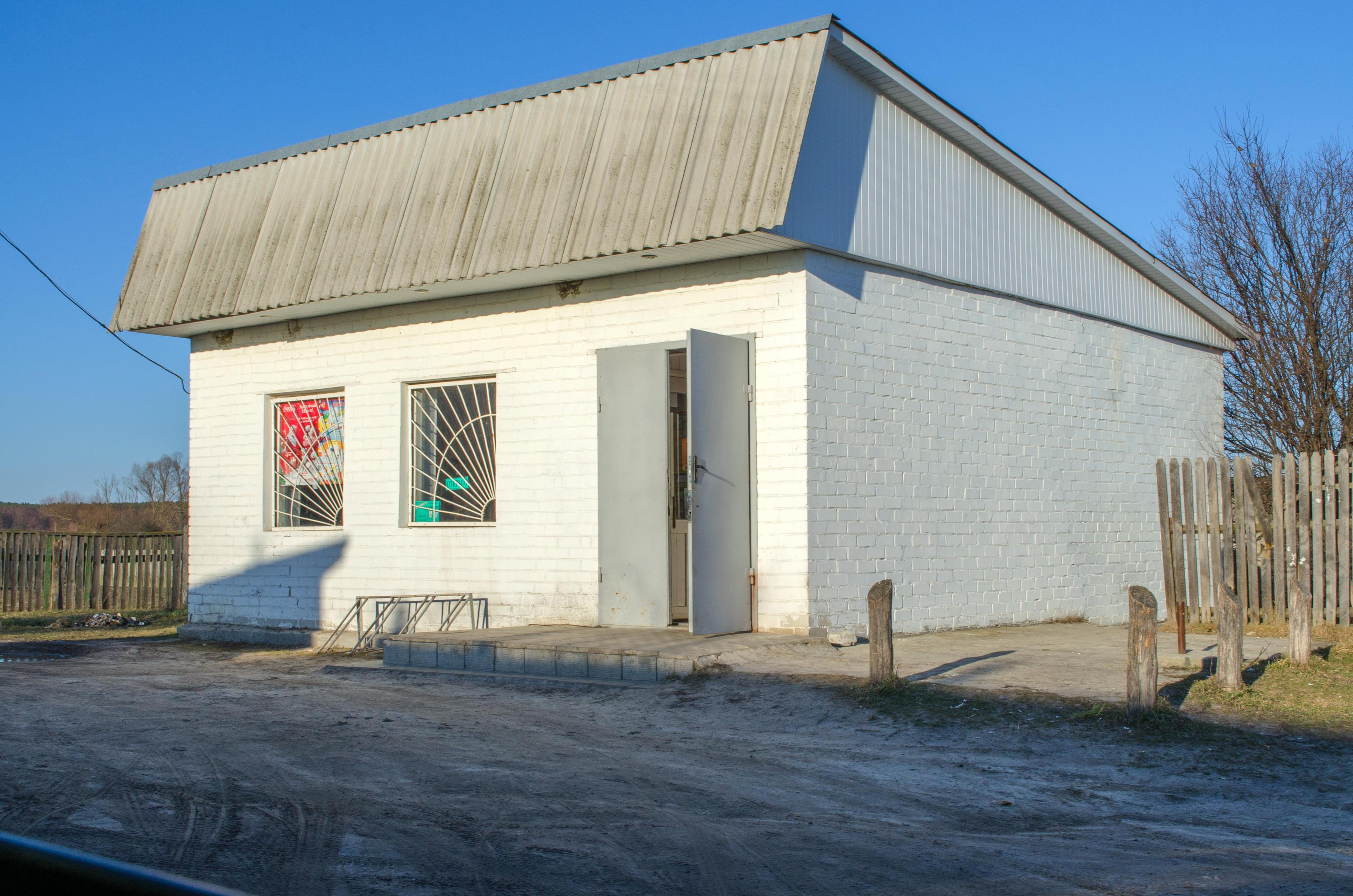
Крамниця у селі
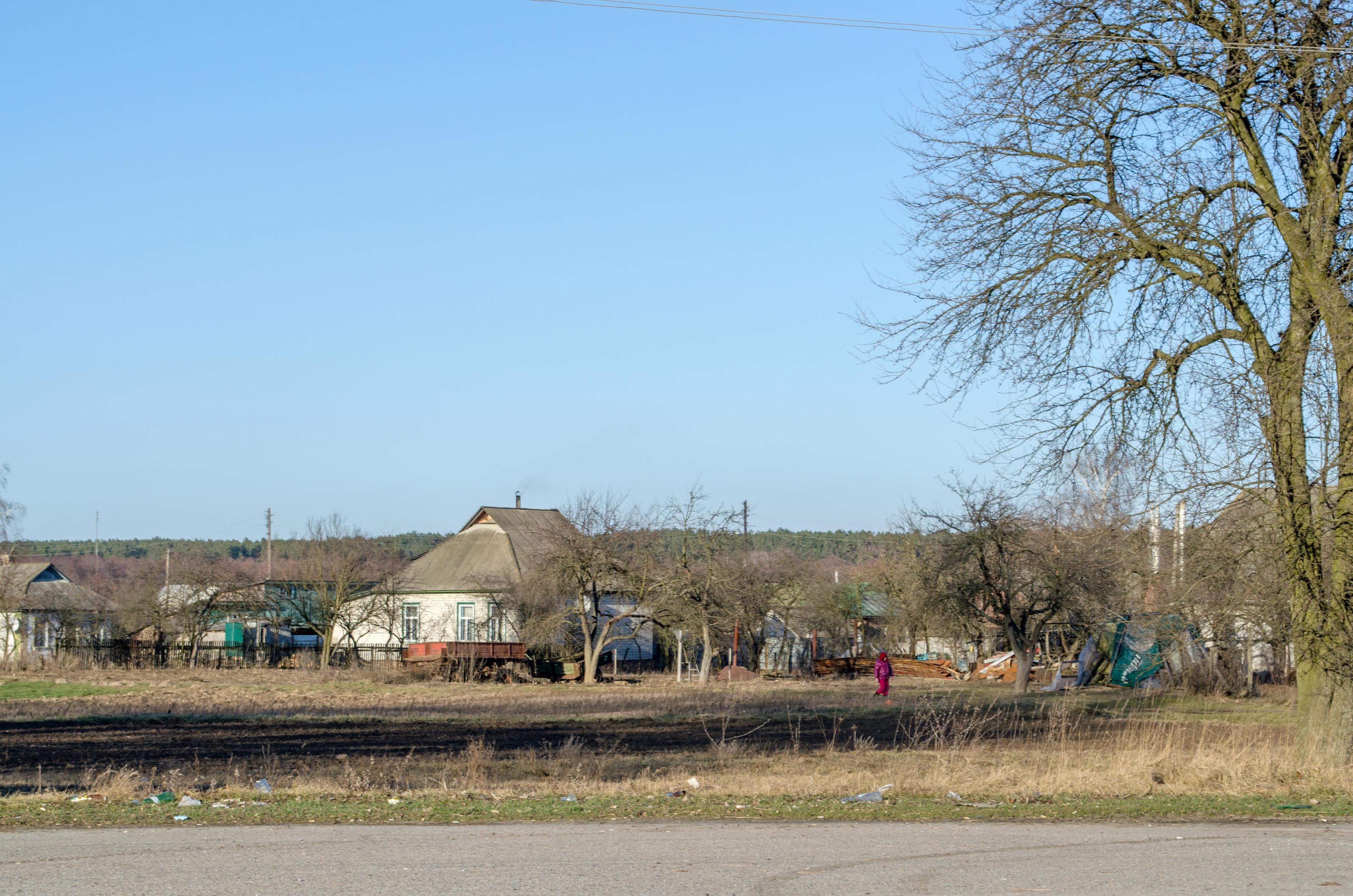
Хата у селі
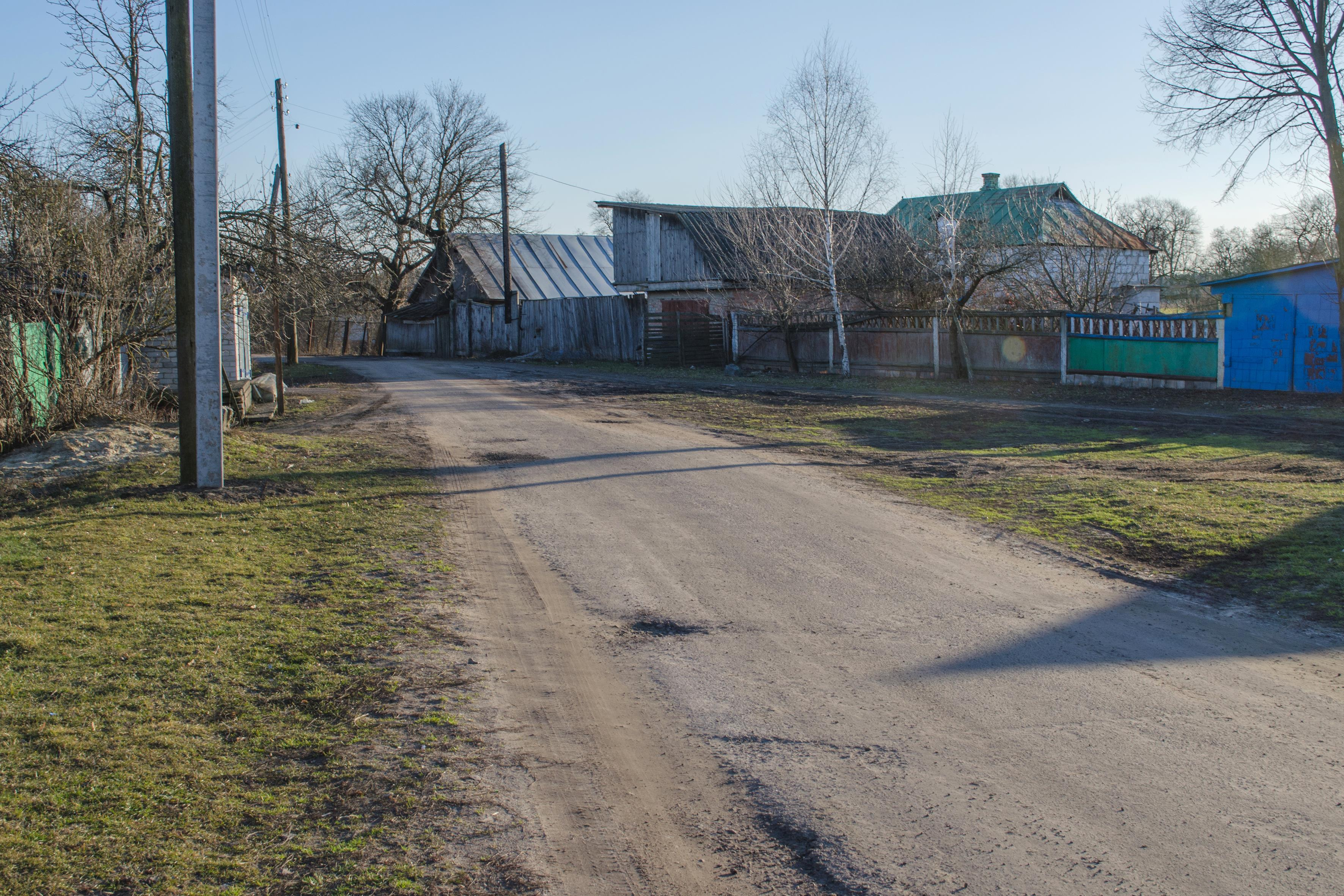
Вулиця села
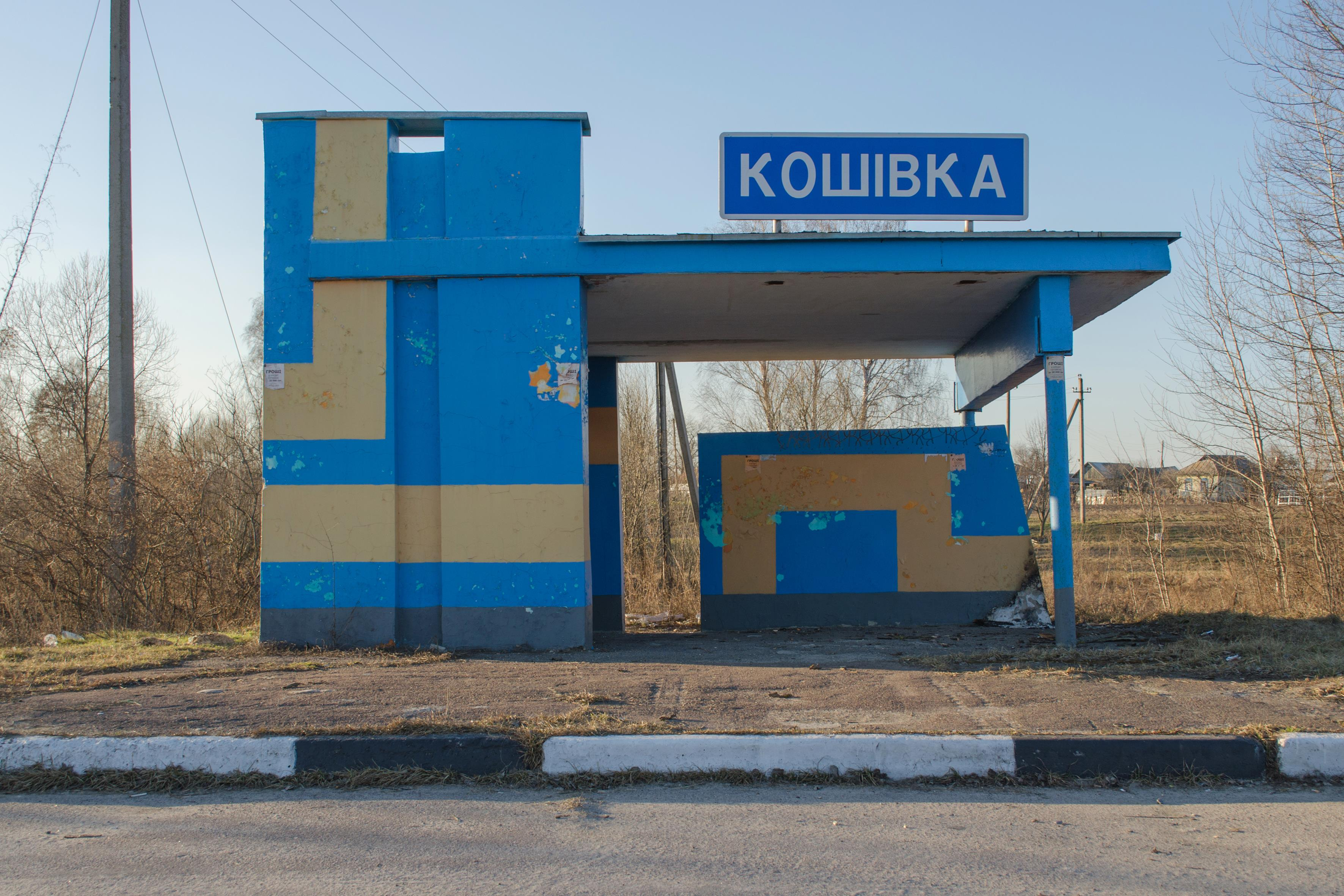
Автобусна зупинка
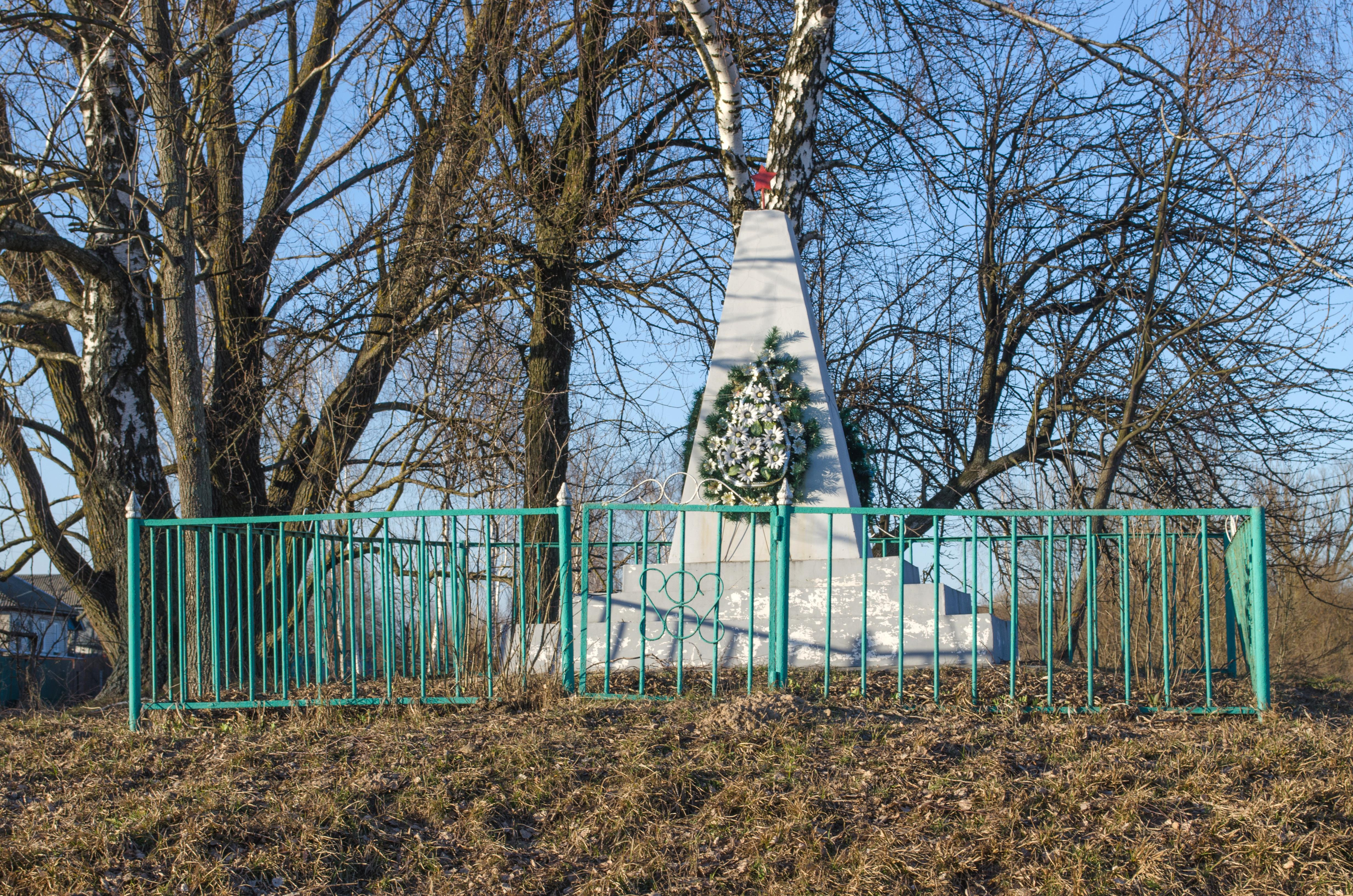
Братська могила у селі